# Rancho Viejo, Libres
Rancho Viejo är en ort i Mexiko.   Den ligger i kommunen Libres och delstaten Puebla, i den sydöstra delen av landet, 150 km öster om huvudstaden Mexico City. Rancho Viejo ligger 2 911 meter över havet och antalet invånare är 198.
Terrängen runt Rancho Viejo är lite bergig. Runt Rancho Viejo är det ganska tätbefolkat, med 124 invånare per kvadratkilometer. Närmaste större samhälle är Libres, 7,1 km sydost om Rancho Viejo. Trakten runt Rancho Viejo består till största delen av jordbruksmark.